# Sheet Molding Compound
Sheet Molding Compound (SMC), englisch, bezeichnet plattenförmige, teigartige Pressmassen aus duroplastischen Reaktionsharzen und Glasfasern zur Herstellung von Faser-Kunststoff-Verbunden. In SMC liegen alle nötigen Komponenten vollständig vorgemischt, fertig zur Verarbeitung vor.
Faser-Matrix-Massen, die nicht als Platten geliefert werden, heißen auch Bulk Molding Compound.
In der Regel werden Polyester- oder Vinylesterharze verwendet. Die Verstärkungsfasern liegen als Schnittfasern, seltener in Matten- oder Gewebeform, vor, deren typische Faserlänge 25,4 mm (1 Zoll) beträgt. Eigenschaften und Bezeichnungen von SMC sind in der EN 14598 geregelt.
Dieses Faser-Matrix-Halbzeug ist seit etwa 1960 bekannt. Anfang der 1960er Jahre gelang es in den USA, durch den Zusatz von Polyethylenpulver, SMC mit niedrigem Schrumpf herzustellen. Ende der 1960er Jahre konnte, durch Zusatz von Styrol und thermoplastischen Bestandteilen, der Schrumpf des Polyesterharzes zum Teil ganz ausgeglichen werden.
Man unterscheidet die folgenden SMC-Typen:
- SMC-LP low profile: System mit hoher Oberflächengüte
- SMC-LS low shrink: System mit niedrigem Reaktionsschwund
- C-SMC: System mit endlosen, gerichteten Fasern.

In LS-Systemen (low shrink) muss der Schrumpf zwischen 0,05 % und 0,15 % liegen. Für LP-Systeme (low profile) wird ein Schrumpf zwischen 0,05 % und −0,5 % gefordert. Lackierbare Oberflächen in der Automobilindustrie müssen Class-A-Qualität haben. SMC-Systeme für diese Anwendung haben einen Schrumpf kleiner −0,05 %.
In Europa wurden 2012 etwa 258.000 t SMC und BMC mit Glasfasern als Verstärkungsfaser hergestellt, das entspricht einem Marktanteil von etwa 26 % bei den glasfaserverstärkten Kunststoffen.
Die SMC-Masse enthält etwa:
- 12 % vernetzungsfähiges Harz
- 45 % mineralische Füllstoffe, z. B. Kreide oder Gesteinsmehl
- 30 % Glasfasern (mit entsprechender Schlichte)
- Additive zur Schwundreduktion
- Inhibitoren
- inerte Trennmittel
- Peroxide als Beschleuniger oder Reaktionsmittel
- je nach Anforderung: Farbpasten, Flammschutzmittel, leitende Zuschläge

Durch das vollautomatische Mischen des Harzfüllstoffgemisches mit den Glasfasern entsteht das SMC-Halbzeug in Folienform. Dieses lässt sich dann zuschneiden und mittels Fließpressen zum fertigen Bauteil weiter verarbeiten. SMC dient der Herstellung von Karosserieteilen für PKW, Sportgeräten, Teilen für die Elektro-, Sanitär- und die Luft- und Raumfahrtindustrie. Beim Pressen können in einem Arbeitsschritt komplexe Formen gefüllt und bereits Befestigungselemente in die Pressform eingelegt werden. Dies macht SMC besonders wirtschaftlich. Die Füllstoffe dienen primär der Kostenreduktion, je nach Füllstoff auch der Gewichtsreduktion oder der Veränderung anderer physikalischer Eigenschaften.